# Zacch Pickens
Zaccheaus L. Pickens (Anderson, 6 marzo 2000) è un giocatore di football americano statunitense che milita nel ruolo di defensive tackle per i Chicago Bears della National Football League (NFL).

## Carriera

### Chicago Bears
Al college Pickers giocò a football a South Carolina. Fu scelto nel corso del terzo giro (64º assoluto) del Draft NFL 2023 dai Chicago Bears. Debuttò come professionista subentrando nella gara del primo turno contro i Green Bay Packers. La sua stagione da rookie si chiuse con 20 tackle e un fumble forzato disputando tutte le 17 partite, nessuna delle quali come titolare.